# Agave hiemiflora
Agave hiemiflora ist eine Pflanzenart aus der Gattung der Agaven (Agave). Ein englischer Trivialname ist „Guatemala Agave“.

## Beschreibung
Agave hiemiflora wächst einzeln und bildet kompakte Rosetten mit Wuchshöhen bis 50 cm und 50 bis 90 cm im Durchmesser. Die grünen bis bläulichen, fleischigen, variabel angeordneten, spitz zulaufenden, lanzettförmigen Blätter sind 30 bis 55 cm lang und 10 bis 15 cm breit. Die unterschiedlich angeordneten, welligen Blattränder sind unregelmäßig gezahnt. Der braune Enddorn wird 2 bis 4 cm lang.
Der rispige, gerade Blütenstand wird 4 bis 5 m hoch. Die zahlreichen gelben Blüten sind 65 bis 90 mm lang, erscheinen am oberen Teil des Blütenstandes und bilden sich bis zur Spitze an locker angeordneten Verzweigungen. Die trichterige Blütenröhre ist 8 bis 13 mm lang.
Die länglichen bis eiförmigen, dreikammerigen Kapselfrüchte bis 4 mm lang und bis 2 mm breit. Die schwarzen, mondförmigen Samen sind 4 bis 6 mm lang und 3 bis 4 mm breit.

## Systematik und Verbreitung
Agave hiemiflora ist in Guatemala und in Mexiko im Bundesstaat Chiapas verbreitet. Sie wächst an Kalksteinhängen in Waldland in 1950 bis 2100 m Höhe.
Die Erstbeschreibung durch Howard Scott Gentry ist 1982 veröffentlicht worden.
Agave hiemiflora ist ein Vertreter der Gruppe Hiemiflorae. Agave hiemiflora ist nahe verwandt mit Agave congesta und Agave seemanniana; gleichwohl unterscheiden sie sich in Größe, Blatt- und Blütenstruktur, jedoch wachsen diese Hiemiflorae-Arten auf Kalksteinböden.

## Nachweise